# Lista över arbetslivsmuseer i Kronobergs län
Här följer en förteckning över arbetslivsmuseer i Kronobergs län.

## Kronobergs län
| Namn                                            | Typ av museum          | Kommun, ort             | Adress Koordinat                                                             | ID-nr | Bild                                                                                        |
| ----------------------------------------------- | ---------------------- | ----------------------- | ---------------------------------------------------------------------------- | ----- | ------------------------------------------------------------------------------------------- |
| Trelleborgs såg                                 |                        | Ljungby, Ryssby         | Sällebergs gård 56.85725, 14.2327                                            | 2041  | Ladda upp en bild av detta arbetslivsmuseum                                                 |
| Utvandrarnas Hus                                |                        | Växjö, Växjö            | Vilhelm Mobergs gata 4 56.87567, 14.80873                                    | 2046  | Ladda upp en till bild av detta arbetslivsmuseum                                            |
| Svenska Fyrverkerimuseet                        |                        | Ljungby, Ljungby        | Svarvaregatan 4 koordinater saknas                                           |       | Ladda upp en till bild av detta arbetslivsmuseum                                            |
| Verkstaden Herkules industrimuseum              |                        | Växjö, Gemla            | Gransholmsvägen 80 56.8549, 14.62275                                         | 2048  | Ladda upp en bild av detta arbetslivsmuseum                                                 |
| Smedjan i Kvarnatorp                            |                        | Älmhult, Virestad       | Arnanäs 56.64022, 14.34043                                                   | 2031  | Ladda upp en bild av detta arbetslivsmuseum                                                 |
| Ångaren Thor                                    |                        | Växjö, Växjö            | Ångbåtsbryggan vid Kronobergs slottsruin 56.94073, 14.79453                  | 2057  | Se fler bilder av detta arbetslivsmuseum · Ladda upp en till bild av detta arbetslivsmuseum |
| Åryds bruksmiljö                                |                        | Växjö, Åryd             | Masugnsvägen 56.82397, 14.98323                                              | 2058  | Ladda upp en bild av detta arbetslivsmuseum                                                 |
| Klavreströms bruksmuseum                        |                        | Uppvidinge, Klavreström | 57.1368, 15.13798                                                            | 1969  | Ladda upp en bild av detta arbetslivsmuseum                                                 |
| Kroxmåla Takpannefabrik                         |                        | Tingsryd, Älmeboda      | Kroxmåla 56.55135, 15.22183                                                  | 1977  | Ladda upp en bild av detta arbetslivsmuseum                                                 |
| Kulturparken Småland/Kronobergs lantbruksmuseum |                        | Alvesta, Växjö          | Hjärtenholm 56.92497, 14.5581                                                | 1976  | Ladda upp en bild av detta arbetslivsmuseum                                                 |
| Kosta glasbruk                                  |                        | Lessebo, Kosta          | Stora vägen 96 56.85113, 15.39493                                            | 1974  | Se fler bilder av detta arbetslivsmuseum · Ladda upp en till bild av detta arbetslivsmuseum |
| Begravningsmuseet i Ljungby                     |                        | Ljungby, Ljungby        | Skogskyrkogården 56.84202, 13.9394                                           | 4298  | Ladda upp en bild av detta arbetslivsmuseum                                                 |
| Hembygdsgården Océenska gården                  |                        | Tingsryd, Dångebo       | 56.50957, 15.15152                                                           | 1949  | Ladda upp en bild av detta arbetslivsmuseum                                                 |
| Motorsågsmuseet                                 |                        | Ljungby, Ryssby         | Ryssby gymnasium 56.86103, 14.17218                                          | 1993  | Ladda upp en bild av detta arbetslivsmuseum                                                 |
| Huseby statarmuseum                             |                        | Alvesta, Grimslöv       | Huseby Bruk ligger vid riksväg 23, 20 km sydväst om Växjö 56.77965, 14.58428 | 1957  | Ladda upp en bild av detta arbetslivsmuseum                                                 |
| Huseby Bruk                                     |                        | Alvesta, Grimslöv       | Huseby Bruk ligger vid riksväg 23, 20 km sydväst om Växjö 56.77965, 14.58428 | 1956  | Se fler bilder av detta arbetslivsmuseum · Ladda upp en till bild av detta arbetslivsmuseum |
| Hembygdsgården Rävemåla                         |                        | Tingsryd, Rävemåla      | 56.5527, 15.25948                                                            | 1950  | Ladda upp en bild av detta arbetslivsmuseum                                                 |
| Designfabrikens spegelindustrimuseum            |                        | Uppvidinge, Fröseke     | Bruksvägen 23 56.94723, 15.79123                                             | 1922  | Ladda upp en bild av detta arbetslivsmuseum                                                 |
| Elin Wägners Lilla Björka                       |                        | Växjö, Lammhult         | 57.07993, 14.7125                                                            | 1927  | Se fler bilder av detta arbetslivsmuseum · Ladda upp en till bild av detta arbetslivsmuseum |
| Torpa Buss & Teknikmuseum                       |                        | Ljungby, Annerstad      | Torpa i Ljungby Kommun 56.71072, 13.61365                                    | 4459  | Ladda upp en bild av detta arbetslivsmuseum                                                 |
| Vävskedsmuseum Markaryd                         |                        | Markaryd, Markaryd      | Markaryds kulturhus, Kungsgatan 1 56.45878, 13.59473                         | 4132  | Ladda upp en bild av detta arbetslivsmuseum                                                 |
| Bruksmuseet i Delary                            |                        | Älmhult, Delary         | 56.54692, 13.95358                                                           | 1919  | Ladda upp en bild av detta arbetslivsmuseum                                                 |
| Basbro kvarn och kraftstation                   |                        | Växjö, Rottne           | Bastbo resp. Vartorp 57.06165, 14.86557                                      | 1912  | Ladda upp en bild av detta arbetslivsmuseum                                                 |
| Skruf glasmuseum                                |                        | Lessebo, Skruv          | Skrufs glasbruk 56.67868, 15.36713                                           | 2025  | Ladda upp en bild av detta arbetslivsmuseum                                                 |
| Skåne-Smålands Järnvägsförening                 |                        | Markaryd, Strömsnäsbruk | Mejerivägen 7 56.55253, 13.7329                                              | 2026  | Ladda upp en bild av detta arbetslivsmuseum                                                 |
| Stenmagasinet                                   |                        | Lessebo, Lessebo        | Storgatan 56.7473, 15.26932                                                  | 2036  | Ladda upp en bild av detta arbetslivsmuseum                                                 |
| Sockenstugan                                    |                        | Tingsryd, Urshult       | 56.52838, 14.79943                                                           | 2033  | Ladda upp en bild av detta arbetslivsmuseum                                                 |
| Liatorps Smf m. ångsåg och Linas stuga          |                        | Älmhult, Liatorp        | 56.6653, 14.27338                                                            | 2747  | Ladda upp en bild av detta arbetslivsmuseum                                                 |
| Smedjan                                         |                        | Ljungby, Lidhult        | Aspet 56.73642, 13.4538                                                      | 2030  | Ladda upp en bild av detta arbetslivsmuseum                                                 |
| Vartorps kvarnförening                          |                        | Växjö, Rottne           | Rottne 57.07253, 14.928                                                      | 4323  | Ladda upp en till bild av detta arbetslivsmuseum                                            |
| Ryssby garveri                                  |                        | Ljungby, Ryssby         | 56.86408, 14.16712                                                           | 2018  | Ladda upp en till bild av detta arbetslivsmuseum                                            |
| Rolf Bergendorffs Radiomuseum                   | Hemelektronik historia | Lessebo, Skruv          | Glasbruksvägen 1, 360 53 SKRUV 56.6789, 15.3673                              | 2015  | Ladda upp en till bild av detta arbetslivsmuseum                                            |
| Psykiatrihistoriska museet                      |                        | Växjö, Växjö            | Jacob Lundhs väg 56.86702, 14.82693                                          | 2010  | Ladda upp en bild av detta arbetslivsmuseum                                                 |
| Moheda Skolmuseum                               |                        | Alvesta, Moheda         | Vegbyvägen 10 57.00797, 14.56928                                             | 1992  | Ladda upp en bild av detta arbetslivsmuseum                                                 |
| Lessebo Handpappersbruk                         |                        | Lessebo, Lessebo        | Storgatan 79 56.74728, 15.27215                                              | 4904  | Ladda upp en till bild av detta arbetslivsmuseum                                            |
| Gemla Leksaksmuseum                             |                        | Växjö, Gemla            | Öja hembygdsgård, Gemla 56.867, 14.64015                                     | 1982  | Ladda upp en bild av detta arbetslivsmuseum                                                 |
| Yxnanäs hembygdsförening                        |                        | Tingsryd, Älmeboda      | YXNANÄS 56.50325, 15.31405                                                   | 4399  | Ladda upp en till bild av detta arbetslivsmuseum                                            |

## Tidigare arbetslivsmuseer i Kronobergs län
- Id-nr 2023, Skolmuseet i Älmhult, Älmhult.
- Id-nr 1915, Brandmuseet i Braås, Braås, Växjö.
- Id-nr 2050, Wieselgrensgården, Vislanda, Alvesta.